# St. Naum Peak
St. Naum Peak är en bergstopp i Antarktis. Den ligger i Sydshetlandsöarna. Argentina, Chile och Storbritannien gör anspråk på området. Toppen på St. Naum Peak är 620 meter över havet.
Terrängen runt St. Naum Peak är varierad. Havet är nära St. Naum Peak åt sydost. Trakten är glest befolkad. Närmaste befolkade plats är St. Kliment Ohridski Base, 14,1 kilometer nordväst om St. Naum Peak. 